# Спарадок (нос)
Носът Спарадок (на английски: Sparadok Point) е остър и нисък, свободен от лед морски нос в източната част на полуостров Байърс, остров Ливингстън, вдаващ се 200 m на север в залива Баркли. Разположен 1,58 km югозападно от нос Баба Неделя и 2,23 km югоизточно от нос Леър. В продължение на носа на север се простира морска коса с дължина 340 m. Районът е посещаван от ловци на тюлени през XIX век.
Координатите му са: 62°37′23″ ю. ш. 60°59′54″ з. д. / 62.623056° ю. ш. 60.998333° з. д..
Наименуван е на тракийския владетел Спарадок, 445 – 435 пр.н.е. Името е официално дадено на 15 декември 2006 г.
Британско картографиране от 1968 г., испанско от 1992 г., българско от 2009 г.

## Карти
- Península Byers, Isla Livingston Архив на оригинала от 2013-11-09 в Wayback Machine.. Mapa topográfico a escala 1:25000. Madrid: Servicio Geográfico del Ejército, 1992.
- L.L. Ivanov et al, Antarctica: Livingston Island, South Shetland Islands (from English Strait to Morton Strait, with illustrations and ice-cover distribution), 1:100000 scale topographic map, Antarctic Place-names Commission of Bulgaria, Sofia, 2005
- Л. Иванов. Антарктика: Остров Ливингстън и острови Гринуич, Робърт, Сноу и Смит. Топографска карта в мащаб 1:120000. Троян: Фондация Манфред Вьорнер, 2009. ISBN 978-954-92032-4-0
- Л. Иванов. Карта на остров Ливингстън. В: Иванов, Л. и Н. Иванова. Антарктика: Природа, история, усвояване, географски имена и българско участие. София: Фондация Манфред Вьорнер, 2014. с. 18 – 19. ISBN 978-619-90008-1-6